# Esteve Rabat
Esteve « Tito » Rabat (né le 25 mai 1989 à Barcelone) est un pilote motocycliste espagnol. Le 26 octobre 2014 au Grand Prix de Malaisie, Tito Rabat est champion du Monde Moto2 2014 avec le Team Belge Marc VDS.

## Biographie
Tito Rabat fait son apparition en grand-prix en 2005 à l'âge de 16 ans. Il court à l'époque sur une Honda 125 cm3. 
Il reste dans le championnat 125 jusqu'en 2010 où il obtient la 6e place. 
En 2011, il commence le championnat Moto2 au guidon d'une FTR et se place dans le Top10 pour sa première année. 
En 2014, c'est la consécration pour lui, il est sacré champion du monde Moto2. 
Il fait son apparition deux ans plus tard en MotoGP dans le team Honda de Marc VDS où il effectue deux saisons.  
En 2018, il signe chez Ducati Avintia - Reale Seguros.   
En 2019, il reste dans la même équipe mais aux côtés du tchèque Karel Abraham. 
En 2020, il reste dans la même équipe mais aux côtés du français Johann Zarco .
En 2021, il signe en WSBK dans la structure BARNI toujours sur une Ducati
Le 2 Mai 2021 Esteve a pu participer au MOTO GP de Jerez sur la Ducati Pramac laissée vacante par Jorge Martin blessé, il a retrouvé son compère Johann Zarco dans la belle structure Italienne et devrait remettre ça au GP de France le 16 Mai avant que sa saison WSBK ne commence à Aragon une semaine plus tard le  21 Mai 2021…

## Résultats en Moto GP

### Statistiques par années
(Mise à jour après le  Grand Prix moto du Portugal 2020)
| Saison | Catégories | Moto    | Courses | Victoire | Podium | Pole Position | Meilleur Tour | Points | Classements |
| ------ | ---------- | ------- | ------- | -------- | ------ | ------------- | ------------- | ------ | ----------- |
| 2005   | 125 cm3    | Honda   | 1       | 0        | 0      | 0             | 0             | -      | -           |
| 2006   | 125 cm3    | Honda   | 11      | 0        | 0      | 0             | 0             | 11     | 23e         |
| 2007   | 125 cm3    | Honda   | 15      | 0        | 1      | 0             | 0             | 74     | 11e         |
| 2008   | 125 cm3    | KTM     | 16      | 0        | 0      | 0             | 0             | 49     | 14e         |
| 2009   | 125 cm3    | Aprilia | 16      | 0        | 0      | 0             | 0             | 37     | 18e         |
| 2010   | 125 cm3    | Aprilia | 17      | 0        | 2      | 0             | 0             | 147    | 6e          |
| 2011   | Moto2      | FTR     | 17      | 0        | 1      | 0             | 0             | 79     | 10e         |
| 2012   | Moto2      | Kalex   | 17      | 0        | 1      | 0             | 0             | 114    | 7e          |
| 2013   | Moto2      | Kalex   | 17      | 3        | 7      | 2             | 3             | 215    | 3e          |
| 2014   | Moto2      | Kalex   | 18      | 7        | 14     | 11            | 5             | 346    | Champion    |
| 2015   | Moto2      | Kalex   | 15      | 3        | 10     | 3             | 3             | 231    | 3e          |
| 2016   | MotoGP     | Honda   | 17      | 0        | 0      | 0             | 0             | 29     | 21e         |
| 2017   | MotoGP     | Honda   | 18      | 0        | 0      | 0             | 0             | 35     | 19e         |
| 2018   | MotoGP     | Ducati  | 11      | 0        | 0      | 0             | 0             | 35     | 19e         |
| 2019   | MotoGP     | Ducati  | 17      | 0        | 0      | 0             | 0             | 23     | 20e         |
| 2020   | MotoGP     | Ducati  | 14      | 0        | 0      | 0             | 0             | 10     | 22e         |
| Total  |            |         | 236     | 13       | 36     | 16            | 11            | 1439   |             |

- *saison en cours

### Statistiques par catégorie
(Mise à jour après le  Grand Prix moto du Portugal 2020)
| Catégorie | Année     | 1er GP   | 1er Podium | 1re Victoire | Courses | Victoires | Podiums | Pole | M.tours¹ | Points | Titres |
| --------- | --------- | -------- | ---------- | ------------ | ------- | --------- | ------- | ---- | -------- | ------ | ------ |
| 125 cm3   | 2005-2010 | VAL 2005 | CHN 2007   |              | 76      | 0         | 3       | 0    | 0        | 318    | 0      |
| Moto2     | 2011-2015 | QAT 2011 | IND 2011   | ESP 2013     | 83      | 13        | 33      | 16   | 11       | 989    | 1      |
| MotoGP    | 2016-     | QAT 2016 |            |              | 77      | 0         | 0       | 0    | 0        | 132    | 0      |
| Total     | 2005-     |          |            |              | 236     | 13        | 36      | 16   | 11       | 1 439  | 1      |

### Résultats
| Années | Catégorie | Moto    | 1       | 2       | 3       | 4      | 5       | 6       | 7       | 8       | 9       | 10      | 11      | 12      | 13      | 14      | 15      | 16      | 17      | 18      | 19      | Pos | Pts |
| ------ | --------- | ------- | ------- | ------- | ------- | ------ | ------- | ------- | ------- | ------- | ------- | ------- | ------- | ------- | ------- | ------- | ------- | ------- | ------- | ------- | ------- | --- | --- |
| 2006   | 125 cm3   | Honda   | SPA 30  | QAT     | TUR     | CHN    | FRA     | ITA     | CAT Ab. | NED 25  | GBR Ab. | GER 31  | CZE Ab. | MAL 12  | AUS Ab. | JPN 12  | POR 17  | VAL 13  |         |         |         | 23e | 11  |
| 2007   | 125 cm3   | Honda   | QAT 8   | SPA Ab. | TUR 14  | CHN 3  | FRA     | ITA     | CAT 12  | GBR Ab. | NED 13  | GER 12  | CZE 11  | RSM 11  | POR 11  | JPN Ab. | AUS 5   | MAL 15  | VAL 6   |         |         | 11e | 74  |
| 2008   | 125 cm3   | KTM     | QAT 24  | SPA 12  | POR Ab. | CHN 11 | FRA 17  | ITA 25  | CAT DNS | GBR 11  | NED 6   | GER     | CZE 13  | RSM 9   | IND Ab. | JPN Ab. | AUS 7   | MAL Ab. | VAL 10  |         |         | 14e | 49  |
| 2009   | 125 cm3   | Aprilia | QAT 10  | JPN 13  | SPA 12  | FRA 11 | ITA 16  | CAT 12  | NED Ab. | GER Ab. | GBR Ab. | CZE Ab. | IND 20  | RSM Ab. | POR 7   | AUS Ab. | MAL 7   | VAL Ab. |         |         |         | 18e | 37  |
| 2010   | 125 cm3   | Aprilia | QAT 7   | SPA 3   | FRA 7   | ITA 7  | GBR 9   | NED Ab. | CAT Ab. | GER 4   | CZE 3   | IND 5   | RSM 7   | ARA 7   | JPN 6   | MAL 7   | AUS 6   | POR Ab. | VAL 6   |         |         | 6e  | 147 |
| 2011   | Moto2     | FTR     | QAT 14  | SPA 15  | POR 10  | FRA 21 | CAT 7   | GBR 6   | NED 7   | ITA 16  | GER Ab. | CZE 7   | IND 3   | RSM 11  | ARA 16  | JPN 9   | AUS Ab. | MAL 11  | VAL Ab. |         |         | 10e | 79  |
| 2012   | Moto2     | Kalex   | QAT 4   | SPA 28  | POR 24  | FRA 10 | CAT 4   | GBR 13  | NED 4   | GER 12  | ITA Ab. | IND 11  | CZE 10  | RSM 5   | ARA 11  | JPN 3   | MAL 9   | AUS 7   | VAL 10  |         |         | 7e  | 117 |
| 2013   | Moto2     | Kalex   | QAT 9   | AME 2   | SPA 1   | FRA 22 | ITA 13  | CAT 2   | NED 5   | GER 13  | IND 1   | CZE 7   | GBR 4   | RSM 3   | ARA 2   | MAL 1   | AUS 8   | JPN Ab. | VAL 5   |         |         | 3e  | 216 |
| 2014   | Moto2     | Kalex   | QAT 1   | AME 2   | ARG 1   | SPA 4  | FRA 3   | ITA 1   | CAT 1   | NED 8   | GER 4   | IND 4   | CZE 1   | GBR 1   | RSM 1   | ARA 2   | JPN 3   | AUS 3   | MAL 3   | VAL 2   |         | 1er | 346 |
| 2015   | Moto2     | Kalex   | QAT Ab. | AME 4   | ARG 12  | SPA 3  | FRA 2   | ITA 1   | CAT 3   | NED 2   | GER Ab. | IND 5   | CZE 2   | GBR 3   | RSM 2   | ARA 1   | JPN DNS | AUS DNS | MAL     | VAL 1   |         | 3e  | 231 |
| 2016   | MotoGP    | Honda   | QAT 15  | ARG 9   | AME 13  | SPA 18 | FRA Ab. | ITA DNS | CAT 14  | NED 11  | GER 16  | AUT 14  | CZE 10  | GBR 15  | RSM 17  | ARA Ab. | JPN 14  | AUS 16  | MAL 18  | VAL 17  |         | 19e | 29  |
| 2017   | MotoGP    | Honda   | QAT 15  | ARG 9   | AME 13  | SPA 18 | FRA Ab. | ITA DNS | CAT 14  | NED 11  | GER 16  | AUT 14  | CZE 10  | GBR 15  | RSM 17  | ARA Ab. | JPN 14  | AUS 16  | MAL 18  | VAL 17  |         | 19e | 35  |
| 2018   | MotoGP    | Ducati  | QAT 11  | ARG 7   | AME 8   | SPA 14 | FRA Ab. | ITA 13  | CAT Ab. | NED 16  | GER 13  | CZE Ab. | AUT 11  | GBR C   | RSM INJ | ARA INJ | THA INJ | JPN INJ | AUS INJ | MAL INJ | VAL INJ | 19e | 35  |
| 2019   | MotoGP    | Ducati  | QAT 19  | ARG Ab. | AME 15  | SPA 15 | FRA Ab. | ITA Ab. | CAT 9   | NED 16  | GER 11  | CZE 16  | AUT Ab. | GBR 16  | RSM 13  | ARA 15  | THA 17  | JPN DNS | AUS Ab. | MAL INJ | VAL 11  | 20e | 23  |
| 2020   | MotoGP    | Ducati  | SPA 14  | ANC 11  | CZE 16  | AUT 16 | STY 21  | RSM Ab. | EMR Ab. | CAT 15  | FRA Ab. | ARA 20  | TER 14  | EUR Ab. | VAL 17  | POR 18  |         |         |         |         |         | 22e | 10  |

Système d’attribution des points
| Position | 1er | 2e | 3e | 4e | 5e | 6e | 7e | 8e | 9e | 10e | 11e | 12e | 13e | 14e | 15e |
| Points   | 25  | 20 | 16 | 13 | 11 | 10 | 9  | 8  | 7  | 6   | 5   | 4   | 3   | 2   | 1   |

| Couleur | Résultat                     |
| ------- | ---------------------------- |
| Or      | Vainqueur                    |
| Argent  | 2e place                     |
| Bronze  | 3e place                     |
| Vert    | Terminé, dans les points     |
| Bleu    | Terminé, pas dans les points |
| Violet  | Abandon (Ab.) ou (Ret)       |
| Violet  | Non classé (NC)              |
| Rouge   | Pas qualifié (DNQ)           |
| Noir    | Disqualifié (DSQ)            |
| Blanc   | Pas au départ (DNS)          |
| Blanc   | Forfait (WD)                 |
| Blanc   | N'a pas participé (DNP)      |
| Blanc   | Blessé (INJ)                 |
| Blanc   | Exclu (EX)                   |
| Blanc   | Course annulée (C)           |

## Palmarès

### Victoires en Moto2: 13
| Année | Lieu du Grand Prix                           | Circuit                               | Ville                |
| ----- | -------------------------------------------- | ------------------------------------- | -------------------- |
| 2013  | Grand Prix moto d'Espagne                    | Circuit permanent de Jerez            | Jerez de la Frontera |
| 2013  | Grand Prix moto d'Indianapolis               | Indianapolis Motor Speedway           | Speedway             |
| 2013  | Grand Prix moto de Malaisie                  | Circuit international de Sepang       | Sepang               |
| 2014  | Grand Prix moto du Qatar                     | Circuit international de Losail       | Doha                 |
| 2014  | Grand Prix moto d'Argentine                  | Autódromo Termas de Río Hondo         | Santiago del Estero  |
| 2014  | Grand Prix moto d'Italie                     | Circuit du Mugello                    | Florence             |
| 2014  | Grand Prix moto de Catalogne                 | Circuit de Catalogne                  | Barcelone            |
| 2014  | Grand Prix moto de République tchèque        | Circuit de Masaryk                    | Brno                 |
| 2014  | Grand Prix moto de Grande-Bretagne           | Circuit de Silverstone                | Silverstone          |
| 2014  | Grand Prix moto de Saint-Marin               | Misano World Circuit Marco Simoncelli | Misano Adriatico     |
| 2015  | Grand Prix moto d'Italie                     | Circuit du Mugello                    | Florence             |
| 2015  | Grand Prix moto d'Aragon                     | Circuit Motorland Aragon              | Alcañiz              |
| 2015  | Grand Prix moto de la Communauté valencienne | Circuit de Valence                    | Valence              |